# Turcinești
Turcineşti é uma comuna romena localizada no distrito de Gorj, na região de Oltênia. A comuna possui uma área de 30.48 km² e sua população era de 2298 habitantes segundo o censo de 2007.